# Centroclisis indica
Centroclisis indica is een insect uit de familie van de mierenleeuwen (Myrmeleontidae), die tot de orde netvleugeligen (Neuroptera) behoort. 
Centroclisis indica is voor het eerst wetenschappelijk beschreven door Banks in 1911.